# Brauersdorf (Netphen)
Brauersdorf ist ein Stadtteil von Netphen im Kreis Siegen-Wittgenstein in Nordrhein-Westfalen. Der Ort liegt unmittelbar zwischen Netphen und der Obernautalsperre und hat 750 Einwohner (30. Juni 2022).

## Geographie
Brauersdorf liegt im Siegerland, hat eine Fläche von 3,9 km² (inklusive Wald) und liegt im Mittel etwa 325 m über dem Meeresspiegel. Durch den Ort fließt die Obernau, die in der Talsperre mit dem Nauholzbach und anderen kleinen Bächen gestaut wird. Berge in direkter Umgebung sind z. B. der nördlich der Talsperre gelegene Leyberg mit 512 m oder die östlich dieser befindliche Sandhelle mit 522 m Höhe.

### Nachbarorte
Nachbarorte von Brauersdorf sind Afholderbach im Norden, Nenkersdorf im Südosten, Beienbach im Süden, Netphen im Südwesten bis Westen und Eschenbach im Nordwesten.

## Geschichte
Die Gegend um Brauersdorf wurde ab ca. 900 n. Chr. besiedelt. Um 1300 wurde der Ort neben Obernau und Nauholz erstmals aufgeführt, als Bestandteil der Großpfarrei Netphen. Die erste urkundlich belegte Erwähnung als „Bruwardesdorf“ stammt vom 23. September 1337. 1643 waren sieben von 15 Hausbesitzern Köhler, in Nauholz und Obernau war dies ähnlich. Die Wälder um den Ort waren schnell kahl geschlagen. 1562 erließ der Staat die „Holz- und Waldordnung“. In der Geschichte werden Förster aus Brauersdorf genannt.
1566 lebten ca. 100, 1688 nur noch ca. 60 Leute im Ort, 1815 waren es 125 Einwohner. Erst ab ca. 1950 stieg die Einwohnerzahl an. Durch den Talsperrenbau Ende der 1960er stieg die Anzahl der Bewohner durch das Zuziehen aus Obernau und Nauholz stark an. Dies und das Umsiedeln eines Teils von Brauersdorf, der der Staumauer weichen musste, bedeutete eine komplette Umstrukturierung des Ortsbildes.
Bis zur kommunalen Neugliederung gehörte der Ort dem Amt Netphen an. Am 1. Januar 1969 wurde Brauersdorf als Ortsteil in die neu gegründete Gemeinde Netphen eingegliedert, die erst später zur Stadt wurde. Ende der 1970er wurde der „Netphener Freizeitparks“ in der Nähe Brauersdorfs gebaut. Seit 1998 gibt es den Kindergarten „St.-Elisabeth“.

### Einwohnerentwicklung
Einwohnerzahlen des Ortes:
| Jahr | Einwohner |
| ---- | --------- |
| 1815 | 125       |
| 1817 | 130       |
| 1842 | 147       |
| 1857 | 157       |
| 1870 | 121       |
| 1885 | 135       |
| 1895 | 133       |
| 1905 | 138       |
| 1910 | 138       |

| Jahr | Einwohner |
| ---- | --------- |
| 1925 | 131       |
| 1933 | 125       |
| 1939 | 135       |
| 1950 | 175       |
| 1954 | 177       |
| 1955 | 186       |
| 1961 | 235       |
| 1967 | 297       |
| 1970 | 424       |

| Jahr | Einwohner |
| ---- | --------- |
| 1977 | 640       |
| 1982 | 648       |
| 1991 | 698       |
| 1993 | 726       |
| 1994 | 715       |
| 2000 | 742       |
| 2001 | 717       |
| 2002 | 722       |
| 2003 | 723       |

| Jahr | Einwohner |
| ---- | --------- |
| 2004 | 693       |
| 2005 | 693       |
| 2006 | 688       |
| 2007 | 678       |
| 2009 | 663       |
| 2012 | 674       |
| 2013 | 684       |
| 2015 | 677       |
| 2018 | 701       |

| Jahr | Einwohner |
| ---- | --------- |
| 2021 | 758       |
| 2023 | 750       |

## Verkehr
Durchgangsverkehr durch den Ort gibt es nur in Richtung Talsperre. Die nächsten Bahnhöfe befinden sich in Siegen und Rudersdorf, der Netphener Bahnhof wird nicht mehr genutzt. Autobahnanschluss hat der Ort über Wilnsdorf oder Siegen, dort über die Hüttentalstraße.

## Soziale Einrichtungen
Der Ort hat einen Kindergarten, einen Kinderspielplatz und einen Bolzplatz. Daneben gibt es das Schützenhaus Brauersdorf. Brauersdorf liegt in der Nähe des Netphener Freizeitparks (Schwimmbad, Eislaufbahn, Fitness/Sport-Center, Minigolfanlage etc.).

## Sehenswürdigkeiten

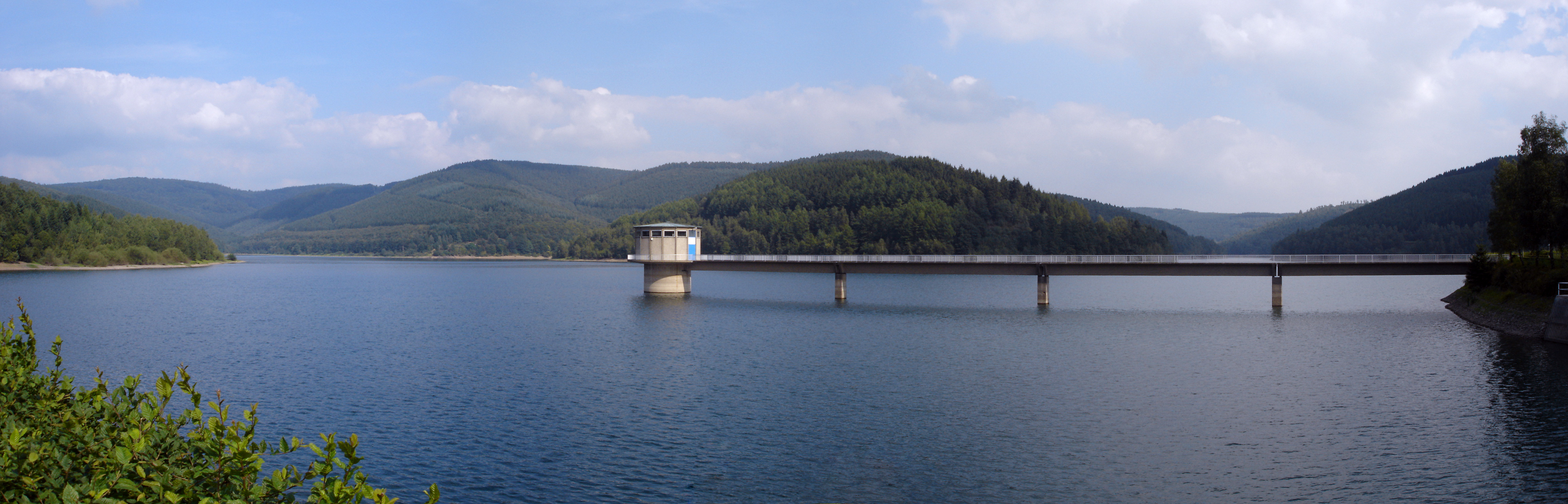
Die Obernautalsperre

Die Obernautalsperre ist ein beliebtes Ausflugsziel. Sie besteht seit den 1970er Jahren und hat einen 9,6 km langen Rundwanderweg zum Wandern, Radfahren etc. Wasseraktivitäten können wegen des Charakters einer Trinkwassertalsperre nicht ausgeführt werden.
Glockenturm: Nach dem Umzug von fast 400 Menschen aus Obernau und Nauholz Ende der 1960er Jahre zogen auch die vier Kapellen- und Schulglocken, die zum Teil aus dem 18. Jahrhundert stammen, um. 1978 wurde eine Interessengemeinschaft aus Bewohnern der drei Orte gegründet. Im März 1980 begann man mit dem Bau eines Glockenturms, in dem die Glocken aufbewahrt werden sollten. Am 8. November desgleichen Jahres wurde er eingeweiht. Aus der Interessengemeinschaft entstand im Jahr 1990 der „Glockenturmverein Brauersdorf-Obernau-Nauholz e. V.“.
Waldkapelle: Auf dem Bergrücken des Müller Hain thront seit 2001 die kleine Waldkapelle. Auch die Kapelle soll durch die Fensterbilder der ehemaligen Kapellenschulen an die Ortschaften Brauersdorf, Obernau und Nauholz erinnern. Mehrmals im Jahr finden hier evangelische, katholische, freikirchliche oder ökumenische Andachten statt.